# La Berthenoux
La Berthenoux  là một xã tại tỉnh Indre khu vực trung bộ Pháp. Xã này có diện tích 39,82 km², dân số thời điểm năm 1999 là 468 người. Khu vực này có độ cao trung bình 246 mét trên mực nước biển.